# Ficalhoa
Ficalhoa là một chi thực vật có hoa trong họ Sladeniaceae.

## Loài
Chi Ficalhoa gồm các loài: